# Pestel (kommun i Haiti)
Pestel är en kommun i Haiti.   Den ligger i departementet Grand'Anse, i den västra delen av landet, 150 km väster om huvudstaden Port-au-Prince.